# Dzidzileyla
Dzidzileyla je bohyně zmiňované v polských raně novověkých kronikách. Jan Długosz jí ztotožňuje s Venuší a označuje ji za bohyni manželství, kterou pohanští Poláci prosili o hojnost potomstva. Matěj z Miechova používá formu Dzidziliya, Matěj Strykowski pak formu Zizila a označuje ji za bohyni lásky.
Tato bohyně však může být fikcí nebo výpujčkou od Baltů, souviset také může s balkánským rituálem Dodola, který je někdy personifikován jako bohyně. Podle  Henryka Łowmiańského je její jméno zkomoleninou slova či jména ileli, refrénu obřadních písní.